# 福島県道189号本宮停車場線
福島県道189号本宮停車場線（ふくしまけんどう189ごう もとみやていしゃじょうせん）は、福島県本宮市内にある一般県道である。

## 路線概要
- 起点：福島県本宮市本宮字南町裡（JR東北本線本宮駅前）
- 終点：福島県本宮市本宮字中條
- 総延長：213 m[1]
  - 実延長：総延長に同じ
- 路線認定年月日：1959年8月31日[2]

## 通過する自治体
- 福島県
  - 本宮市

## 接続・交差する道路
- 福島県道8号本宮熱海線（福島県道73号二本松金屋線・福島県道355号須賀川二本松線重用区間）（本宮字中條 終点）

## 沿線
- JR東北本線 本宮駅
- 福島銀行本宮支店